# Julius Berger (Cellist)
Julius Berger (* 1954 in Augsburg) ist ein deutscher Cellist und Professor für Kammermusik und Violoncello am Leopold-Mozart-Zentrum der Universität Augsburg.

## Biographie
Berger studierte an der Musikhochschule München bei Walter Reichardt und Fritz Kiskalt, am Mozarteum Salzburg bei Antonio Janigro (als dessen Assistent er in den Jahren 1979 bis 1982 arbeitete), an der University of Cincinnati bei Zara Nelsova und im Rahmen eines Meisterkurses bei Mstislaw Rostropowitsch. Mit 28 Jahren wurde Berger an die Musikhochschule Würzburg berufen und war damit einer der jüngsten Professoren Deutschlands. Er lehrte später auch in Saarbrücken, Mainz und Augsburg. Seit 1992 leitet er außerdem eine Klasse an der Internationalen Sommerakademie Mozarteum Salzburg.
Berger widmet einen großen Teil seiner internationalen Konzert- und Aufnahmetätigkeiten der Wiederentdeckung des Gesamtwerkes von Luigi Boccherini und Leonardo Leo sowie der ältesten Musik, die für Violoncello geschrieben wurde, der Ricercari von Pietro degli Antonii und Domenico Gabrielli. Seine Aufführungen und CD-Editionen der Werke für Violoncello und Klavier von Paul Hindemith, der Werke von Ernst Bloch, Max Bruch, Richard Strauss, Robert Schumann und Edward Elgar finden weltweit Beachtung.
Berger engagiert sich besonders für zeitgenössische Kompositionen. Es entstanden international CD-Einspielungen der Werke von John Cage, Toshio Hosokawa, Adriana Hölszky und Sofia Gubaidulina. Eine Zusammenarbeit im Rahmen von Tourneen und Konzerte erfolgte unter anderem mit Leonard Bernstein, Eugen Jochum, Daniel Harding, Gidon Kremer, Paul Roczek, Margarita Höhenrieder, Siegfried Mauser, Jörg Demus, Norman Shetler, Pierre-Laurent Aimard, Stefan Hussong, Olivier Messiaen, Sofia Gubaidulina, Wolfgang Rihm und Franghiz Ali-Zade. Darüber hinaus ist Berger künstlerischer Leiter der Eckelshausener Musiktage und des Asiago-Festivals Italien.
2006, 2009 und 2013 war er künstlerischer Leiter des Internationalen Violinwettbewerb Leopold Mozart. Er ist Präsident für die Saiteninstrumente beim Internationalen Instrumentalwettbewerb Markneukirchen. Internationale Jurytätigkeit führte Berger unter anderem zu den Wettbewerben in Salzburg (Mozart), Kronberg (Casals), München und Warschau.
2009 wurde Berger zum ordentlichen Mitglied der Akademie der Wissenschaften und der Literatur in Mainz gewählt. Ab 2010 bis zu seinem Eintritt in den Ruhestand war Berger stellvertretender Leiter des Leopold-Mozart-Zentrums in Augsburg.
Berger spielte eines der weltweit ältesten Violoncelli, hergestellt von Andrea Amati im Jahre 1566. Es wird bezeichnet als „König Charles IX.“, weil es ursprünglich für diesen gebaut wurde.

## Mitgliedschaften
- Mitglied des Fachbereiches Musik der Guardini-Stiftung Berlin (seit 1989)
- Berger war seit 1997 Mitglied des Zentralkomitees der deutschen Katholiken

## Auszeichnungen
- 1995: Kultur- und Kunstpreis der Stadt Füssen[2]

## Schriften (Auswahl)
Als Autor schrieb Berger u. a. „Irritationskraft“ (Hindemith-Jahrbuch 1992), „Einheit in der Vielfalt - Vielfalt in der Einheit“ (Forschungsmagazin der Universität Mainz, 1998), „Zeit und Ewigkeit“ (Festschrift Karl Kardinal Lehmann, 2001), „Wanderer es gibt keinen Weg…“ (Leben aus Gottes Kraft, Annette Schavan, Hrsg., 2004).

## Diskographie (Auswahl)
- Inspired by BACH (mit Oliver Kern). Werke von Johann Sebastian Bach, Johannes X. Schachtner, Johannes Brahms, Ludwig van Beethoven und Max Reger
- Inspired by MOZART (mit Margarita Höhenrieder). Variationen aus Mozarts Zauberflöte (op. 66 und op. 46), Große Sonate für Violoncello und Klavier E-Dur op. 19, Sonate für Violoncello und Klavier Nr. 3 A-Dur op. 69
- Luigi Boccherini: Sonaten für Violoncello Vol. 1, 2 und 3. Zum Teil Ersteinspielungen von Luigi Boccherinis Sonaten für Violoncello (Neuentdeckungen).
- The Unkown Beethoven: Works for violoncello and piano. Ludwig van Beethoven: Streichtrio op. 3 (Bearbeitung aus dem Jahr 1794) sowie Werke für Mandoline und Klavier (Bearbeitungen von Julius Berger selbst)
- Giuseppe Tartini: Cellokonzert in A-Dur und D-Dur, Sinfonia pastorale, Sinfonie D-Dur. (mit dem Süddeutschen Kammerorchester Pforzheim)